# Viocourt
Viocourt é uma comuna francesa na região administrativa de Grande Leste, no departamento de Vosges. Estende-se por uma área de 4,75 km². Em 2010 a comuna tinha 165 habitantes (densidade: 34,7 hab./km²).